# Franck Leroy

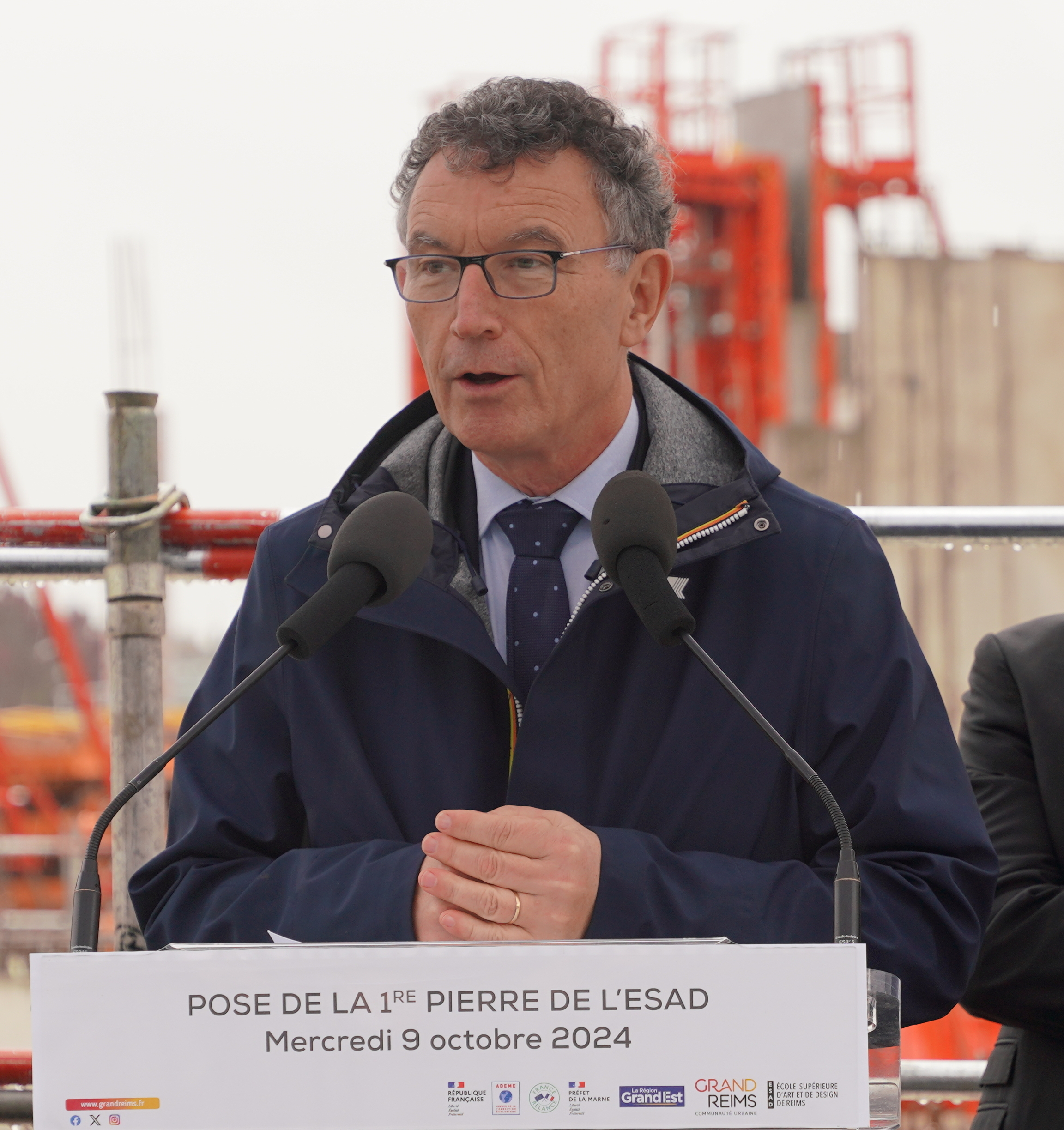
Franck Leroy, 2024

Franck Leroy (* 12. Januar 1963 in Boulogne-sur-Mer) ist ein französischer Jurist und Politiker. Leroy gehört der bürgerlich-konservativen Partei Horizons an.

## Leben
Franck Leroy erwarb 1984 einen Abschluss in Rechtswissenschaften an der Universität Lille II und besuchte dann bis 1987 das Institut d’études politiques de Paris. Von 1987 bis 1990 arbeitete er als Verwaltungsbeamter bei der Région Champagne-Ardenne, anschließend bis 1995 als Büroleiter von Bernard Stasi und dann bis 2000 bei François Baroin. Ab 2008 war er als Rechtsanwalt tätig.
Im Jahre 2000 wurde er Bürgermeister der Stadt Epernay, nachdem der damalige Amtsinhaber Bernard Stasi seinen Rücktritt erklärt hatte. Seine Wiederwahl erfolgte bei den französischen Kommunalwahlen in den Jahren 2001, 2008 und 2014 sowie im Jahre 2020. Schon seit 2016 ist er Abgeordneter des Conseil regional von Grand Est. Erst im Jahre 2021 wurde er erster Vizepräsident der Region.
Nach dem Rücktritt von Regionalpräsident Jean Rottner wurde Leroy am 13. Januar 2023 vom Conseil regional von Grand Est in Metz zum neuen Regionalpräsidenten gewählt. Er kündigte an, Rottners Politik fortzusetzen.